# Scotorythra demetrias
Scotorythra demetrias là một loài bướm đêm trong họ Geometridae.